# ريتشارد دوبونت
ريتشارد دوبونت (بالإنجليزية: Richard Dupont)‏ هو فنان تشكيلي أمريكي، ولد في 1968.